# Sassari-Cagliari 1954
La Sassari-Cagliari 1954, sesta edizione della corsa, si svolse il 7 marzo 1954 su un percorso di 225 km. La vittoria fu appannaggio dello svizzero Hugo Koblet, che completò il percorso in 5h24'13", precedendo gli italiani Stefano Gaggero e Remo Bartalini.
Sul traguardo di Cagliari 46 ciclisti portarono a termine la competizione. 

## Ordine d'arrivo (Top 10)
| Pos. | Corridore        | Squadra             | Tempo    |
| ---- | ---------------- | ------------------- | -------- |
| 1    | Hugo Koblet      | Guerra-Ursus        | 5h24'13" |
| 2    | Stefano Gaggero  | Bianchi-Pirelli     | s.t.     |
| 3    | Remo Bartalini   | Fréjus              | a 1'12"  |
| 4    | Bruno Monti      | Arbos               | a 1'40"  |
| 5    | Riccardo Filippi | Bianchi-Pirelli     | a 6'19"  |
| 6    | Pasquale Fornara | Bottecchia          | s.t.     |
| 7    | Walter Serena    | Bottecchia          | s.t.     |
| 8    | Giuseppe Minardi | Legnano             | a 7'04"  |
| 9    | Renzo Soldani    | Doniselli-Lansetina | s.t.     |
| 10   | Michele Gismondi | Bianchi-Pirelli     | s.t.     |